# Giuseppe Greppi
Giuseppe Greppi, V conte di Bussero e Corneliano, noto semplicemente come Giuseppe Greppi di Bussero (Milano, 25 marzo 1819 – Milano, 8 maggio 1921), è stato un nobile, ambasciatore e politico italiano.
Al termine di una lunga carriera diplomatica, fu nominato senatore del Regno d'Italia.

## Biografia

### Infanzia

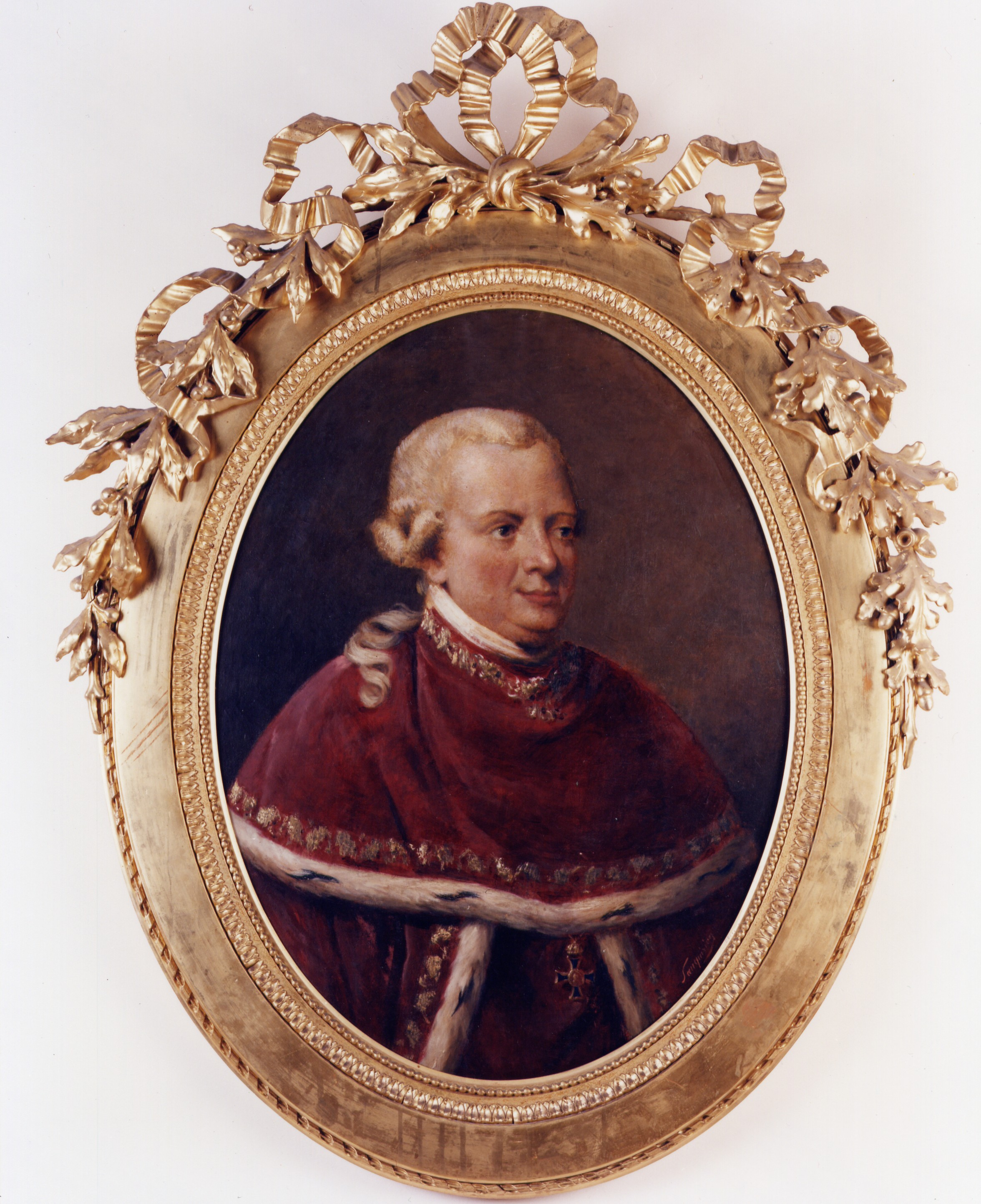
Antonio Greppi di Bussero

Giuseppe Greppi, figlio di Antonio Greppi, conte di Bussero e Corneliano, discendente di Antonio Greppi, e di donna Teresa dei marchesi Trotti Bentivoglio, è stato un diplomatico e politico del Regno d'Italia.

### Giovinezza
Laureato utroque iure all'Università degli Studi di Pavia (16 dicembre 1841), entra nella diplomazia austriaca. Dal marzo 1842 è addetto all'ambasciata d'Austria a Roma e poi è addetto alla Cancelleria di Stato a Vienna, con il Cancelliere e Ministro degli Esteri, Principe di Metternich. Il 13 giugno 1843 è nominato addetto alla legazione austriaca di Monaco di Baviera, per passare poi, nell'aprile 1846, a Stoccarda. Nel settembre 1846 è promosso Segretario di legazione e destinato a Stoccolma (dal marzo al novembre 1847 regge quella legazione).
Dopo le Cinque Giornate di Milano decise di trasferirsi a Torino, esule nel decennio di preparazione alla seconda guerra d'indipendenza e all'unificazione. Nel frattempo, coopera con Vincenzo Gioberti (che pensa al giovane aristocratico milanese per una missione segreta in Sicilia, poi cancellata) e con il Conte di Cavour. Frequenta le case degli emigrati lombardi Costanza e Giuseppe Arconati Visconti (suoi cugini), Vitaliano VIII Borromeo, Francesco Arese e Gabrio Casati, nonché quelle di personalità del Risorgimento piemontese come Ruggiero Bonghi, Giuseppe Massari e, soprattutto, Massimo d'Azeglio.

### Carriera diplomatica
Il 16 settembre 1859 è ammesso alla diplomazia del Regno di Sardegna ed è destinato, con il grado di Segretario di legazione, alla sede di Londra, dove è ministro il marchese Emanuele d'Azeglio. Dal febbraio 1860 al giugno 1861 è Segretario di legazione a Berlino (ministro il conte Edoardo de Launay). Dal giugno al novembre 1861 è Segretario di legazione ad Atene (ministro Terenzio Mamiani). Il 30 novembre 1861 è trasferito a Costantinopoli, Primo Segretario di legazione con il ministro marchese Camillo Caracciolo di Bella (dal 6 marzo al 26 luglio regge la legazione). Il 30 novembre 1862 è promosso Consigliere di legazione, e il 20 agosto 1863 riassume la reggenza della legazione a Costantinopoli come incaricato d'affari. Il 9 aprile 1864 è promosso Ministro residente e resta a Costantinopoli fino al 1866.
Dal marzo 1867 al 1871 è a Stoccarda, Ministro plenipotenziario del Regno d'Italia nella città nella quale era stato Segretario della legazione dell'Impero d'Austria. Successivamente, fino al maggio 1875 è Ministro plenipotenziario a Monaco di Baviera (anche in questa sede aveva prestato servizio come diplomatico di Vienna). Viene nominato Ministro plenipotenziario a Madrid, e vi resta fino al 1883. Con Regio Decreto 29 novembre 1883 è promosso Ambasciatore e destinato, dal Ministro degli Affari Esteri Pasquale Stanislao Mancini, a San Pietroburgo, a rappresentare il Regno d'Italia presso la Corte dello Zar, come successore di Costantino Nigra.

### Ultimi anni e morte
Collocato a riposo il 19 gennaio 1888, il 20 novembre 1891 viene nominato senatore del Regno.
Il 25 agosto 1902 è chiamato a far parte del Consiglio del Contenzioso diplomatico. Con R.D. 22 luglio 1909, al novantenne Giuseppe sono conservati a titolo onorario il rango e le prerogative di Ambasciatore. Nel 1912, a oltre novant'anni, è nominato membro della Commissione per l'esame del disegno di legge sulla sovranità italiana in Libia e poi della Commissione per la ratifica del Trattato di Losanna, concluso con la Turchia.
Creato conte con titolo personale, che quindi non sarebbe passato ai successori (con Regio Decreto di motu proprio del Re Umberto I in data 18 novembre 1893 e Regie Lettere Patenti in data 7 giugno 1894), divenne anche conte di Bussero e di Corneliano per successione al nipote Antonio, figlio del fratello maggiore Marco (Senatore del Regno, 1814-1868).
Il Conte Giuseppe Greppi era Balì Gran Croce d'onore e devozione e titolare di Commenda di giuspatronato del Sovrano Militare Ordine di Malta.
Muore a 102 anni d'età l'8 maggio 1921, decano dei diplomatici d'Europa.

## Giudizio storico
(G. CERULLI IRELLI, Diplomatici del passato: il conte Giuseppe Greppi, in Affari esteri, 1988, pag. 122)

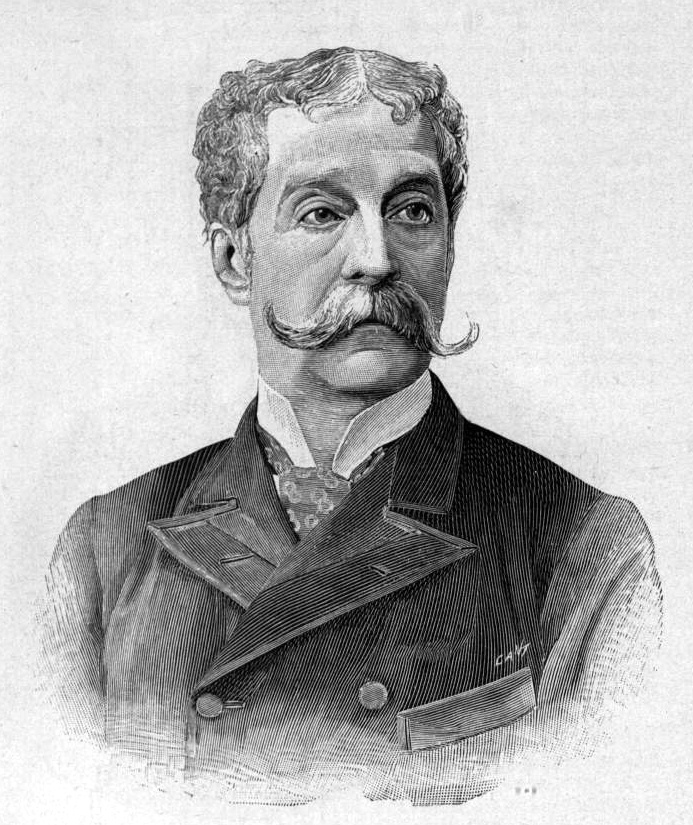
Il conte Giuseppe Greppi in una stampa del 1891

Lo scrittore statunitense Ernest Hemingway ha occasione di conoscere il vecchio diplomatico nell'autunno del 1918 durante la sua convalescenza a Milano, in seguito a ferita riportata ai primi di luglio, poco dopo il suo arrivo in Italia; e ne ha fatto uno dei personaggi del suo romanzo sulla prima guerra mondiale, dove lo descrive al Grand Hotel di Stresa, dopo la ritirata a seguito della battaglia di Caporetto, e ne rimane colpito. Gli dedica il XXXIV capitolo di Addio alle armi. Argute sono alcune battute sulla guerra: "Che cosa pensa sinceramente della guerra?", gli domandai. "Mi pare una cosa stupida", rispose il conte Greppi. "Chi vincerà alla fine?". "L'Italia". "Perché?". "È il paese più giovane". "Sempre vincono i paesi più giovani?". "Per un certo tempo sì, vincono i paesi giovani". "E dopo?". "Invecchiano". "E diceva di non essere saggio!". "Caro ragazzo, questa non è saggezza. È cinismo" .

## Opere
- Una pagina della politica di casa Savoia, ricavata dalla corrispondenza diplomatica di Riccardo Hill, Torino, 1854, SBN SBL0729733.
- (FR) I. Analyse de la relation de Sigismond Cavalli, retourné de son ambassade en Espagne, en 1571, in Bulletin de la Commission royale d'Histoire, 1856,  pp. 341-354.
- (FR) II. Notices et extraits de quatre relations d'Ambassadeurs vénitiens sur Philippe II, conservées aux archives de cour et d'État, à Turin, in Bulletin de la Commission royale d'Histoire, 1857,  pp. 71-102.
- Rettificazioni istoriche dedicate alla Gazzetta Ufficiale di Milano, 1857, SBN IEI0176219.
- (FR) I. Note historique sur la banque de Saint-Georges, à Gênes, in Bulletin de la Commission royale d'Histoire, 1858,  pp. 205-210.
- (FR) I. Extraits de la Correspondance diplomatique de Jean-Thomas de Langosco, comte de Stroppiana, et de Claude Malopera, ambassadeurs du duc de Savoie à la cour de Charles-Quint : 1546-1559, in Bulletin de la Commission royale d'Histoire, 1859,  pp. 117-270.
- (FR) Révélations diplomatiques sur les relations de la Sardaigne avec l'Autriche et la Russie pendant la première et la deuxième coalition, Paris, 1859, SBN CFI0624076.
- (FR) II. Extraits de la correspondance diplomatique des envoyés du duc de Savoie, Emmanuel-Philibert, près la cour de Vienne, pendant les troubles des Pays-Bas ; 1567-1584, in Bulletin de la Commission royale d'Histoire, 1861,  pp. 229-275.
- (DE) Über die Rechte der Regierungen beim Conclave, München, 1872, SBN UBO4338842.
- (FR) Etudes diplomatiques de la question d'Orient, Stuttgart, Ackermann, 1873. E Paris, Dunes, 1878.
- (FR) Notes de voyage du Comte Giandemaria envoyé du Duc de Parme à la cour de Louis XIV (1680), in Revue d'histoire diplomatique, 1890,  pp. 352-367.
- La scuola del diplomatico, Milano, 1892, SBN CUB0325492.
- Un gentiluomo milanese guerriero-diplomatico 1763-1839. Appunti biografici sul Bali conte Giulio Litta-Visconti Arese, Milano, 1896, SBN LO10179156.
- La rivoluzione francese nel carteggio di un osservatore italiano. Paolo Greppi, Milano, Hoepli, 1900-1904. 3 volumi.
- (FR) La mission du comte Carletti à Paris (1794-1795), in Revue d'histoire diplomatique, 1901,  pp. 351-370.
- Souvenirs de mon premier séjour à Roma (1842), in Revue d'Italie, 1904, SBN RML0105155.
- (FR) Le dernier cri de Venise mourante (1797), in Revue d'Italie, 1905.
- (FR) Lettres du Comte Edouard de Launay au Comte J. Greppi, in Revue d'Italie, 1906.
- (FR) Une coulisse du théâtre de la guerre (1870), in Revue d'Italie, 1906.
- Una missione in Sicilia (Febbraio 1849), in Bollettino Ufficiale del Primo Congresso Storico del Risorgimento Italiano, 1906.
- (FR) L'école du diplomate, in Revue d'Italie, 1908.
- (FR) Sardaigne, Autriche, Russie pendant la première et la deuxième coalition (1796-1802), Roma, 1910.
- (FR) Souvenirs d'un diplomate italien a Constantinople, in Revue d'histoire diplomatique, 1910,  pp. 372-387.
- (FR) Un coup d'oeil sur l'histoire de la Turquie, in Revue d'Italie et courrier d'Orient, 1912.
- La dichiarazione di guerra della Russia alla Turchia nel 1828, in Nuova Antologia, 16 febbraio 1913,  pp. 569-591, SBN RMS2590271.
- (FR) Le pouvoir temporel au Congrès de Vienne, in Revue d'Italie, 1914.

## Genealogia

### Ascendenza
|                           |                                                            |                                                    | Genitori                    |  |  | Nonni        |  |  | Bisnonni       |  |
|                           |                                                            |                                                    |                             |  |  | Marco Greppi |  |  | Antonio Greppi |  |
|                           |                                                            |                                                    |                             |  |  | Marco Greppi |  |  | Antonio Greppi |  |
|                           |                                                            | Laura Cotta                                        |                             |  |  | Marco Greppi |  |  |                |  |
| Antonio Greppi            |                                                            |                                                    |                             |  |  | Marco Greppi |  |  |                |  |
|                           |                                                            | Margherita Opizzoni                                | Francesco Opizzoni          |  |  |              |  |  |                |  |
|                           |                                                            | Margherita Opizzoni                                | Francesco Opizzoni          |  |  |              |  |  |                |  |
|                           |                                                            | Margherita Opizzoni                                | Paola Trivulzio             |  |  |              |  |  |                |  |
| Giuseppe Greppi           |                                                            | Margherita Opizzoni                                |                             |  |  |              |  |  |                |  |
|                           | Lorenzo Galeazzo Trotti Bentivoglio, marchese di Fresonara | Lodovico Trotti Bentivoglio, marchese di Fresonara |                             |  |  |              |  |  |                |  |
|                           | Lorenzo Galeazzo Trotti Bentivoglio, marchese di Fresonara | Lodovico Trotti Bentivoglio, marchese di Fresonara |                             |  |  |              |  |  |                |  |
|                           | Lorenzo Galeazzo Trotti Bentivoglio, marchese di Fresonara | Maria Costanza Castelbarco Visconti                |                             |  |  |              |  |  |                |  |
| Teresa Trotti Bentivoglio | Lorenzo Galeazzo Trotti Bentivoglio, marchese di Fresonara |                                                    |                             |  |  |              |  |  |                |  |
|                           |                                                            | Maria Antonia Schaffgotsch                         | Anton Gotthard Schaffgotsch |  |  |              |  |  |                |  |
|                           |                                                            | Maria Antonia Schaffgotsch                         | Anton Gotthard Schaffgotsch |  |  |              |  |  |                |  |
|                           |                                                            | Maria Antonia Schaffgotsch                         | Maria Anna von Kollonitz    |  |  |              |  |  |                |  |
|                           |                                                            | Maria Antonia Schaffgotsch                         |                             |  |  |              |  |  |                |  |

### Discendenza
Genealogia semplificata dei conti di Bussero.
| Antonio - (1722-1799), sp. 1743 Laura Cotta (1722-1795). I conte |  |                                                                         |  |                                                                 |
|                                                                  |  | Giuseppe - (1744?-1815), sacerdote                                      |  |                                                                 |
|                                                                  |  |                                                                         |  |                                                                 |
|                                                                  |  | Marco - (1745-1800), sp. 1784 Margherita Opizzoni (1764-1834). II conte |  |                                                                 |
|                                                                  |  |                                                                         |  |                                                                 |
|                                                                  |  |                                                                         |  | Antonio - (1790-1878), sp. Teresa Trotti Bentivoglio. III conte |
|                                                                  |  |                                                                         |  |                                                                 |
|                                                                  |  |                                                                         |  | Marco - (1814-1868)                                             |
|                                                                  |  |                                                                         |  |                                                                 |
|                                                                  |  |                                                                         |  | Antonio - (1839-1896). IV conte                                 |
|                                                                  |  |                                                                         |  |                                                                 |
|                                                                  |  | Giuseppe - (1819-1921). V conte                                         |  |                                                                 |
|                                                                  |  |                                                                         |  |                                                                 |
|                                                                  |  | Carlo - (1823-1900)                                                     |  |                                                                 |
|                                                                  |  |                                                                         |  |                                                                 |
|                                                                  |  |                                                                         |  | Emanuele - (1853-1931). VI conte                                |
|                                                                  |  |                                                                         |  |                                                                 |
|                                                                  |  | Leopoldo - (1826-1855)                                                  |  |                                                                 |
|                                                                  |  |                                                                         |  |                                                                 |
|                                                                  |  | Lorenzo - (1836-1924)                                                   |  |                                                                 |
|                                                                  |  |                                                                         |  |                                                                 |
|                                                                  |  | Paolo - (1793-1854)                                                     |  |                                                                 |
|                                                                  |  |                                                                         |  |                                                                 |
|                                                                  |  |                                                                         |  | Giacomo - (1814-1878)                                           |
|                                                                  |  |                                                                         |  |                                                                 |
|                                                                  |  |                                                                         |  | Antonio - (1841-1901)                                           |
|                                                                  |  |                                                                         |  |                                                                 |
|                                                                  |  | Luigi - (1848-1919)                                                     |  |                                                                 |
|                                                                  |  |                                                                         |  |                                                                 |
|                                                                  |  | Giuseppe - (1800-1857)                                                  |  |                                                                 |
|                                                                  |  |                                                                         |  |                                                                 |
|                                                                  |  |                                                                         |  | Luigi - (1833-1910)                                             |
|                                                                  |  |                                                                         |  |                                                                 |
|                                                                  |  |                                                                         |  | Carlo Emanuele - (1860-1937)                                    |
|                                                                  |  |                                                                         |  |                                                                 |
|                                                                  |  | Edoardo - (1867-1952)                                                   |  |                                                                 |
|                                                                  |  |                                                                         |  |                                                                 |
|                                                                  |  | Giacomo - (1748-1820)                                                   |  |                                                                 |
|                                                                  |  |                                                                         |  |                                                                 |
|                                                                  |  | Paolo - (1748-1800), sp. Rita Maria Diaz y Vivas                        |  |                                                                 |
|                                                                  |  |                                                                         |  |                                                                 |
|                                                                  |  |                                                                         |  | Alessandro - (1782-1830), sp. Isaure Saulx Tavanes              |
|                                                                  |  |                                                                         |  |                                                                 |
|                                                                  |  | Alessandro - missionario                                                |  |                                                                 |
|                                                                  |  |                                                                         |  |                                                                 |

## Onorificenze

### Riconoscimenti
- Membro della società di storia dell'Alta Baviera (settembre 1843)
- Socio corrispondente dell'Istituto di scienze ed arti di Ginevra (1854)
- Membro corrispondente della Regia deputazione di storia patria di Torino (1858)
- Membro della società degli amici delle scienze ed arti di Utrecht (1858)
- Socio fondatore della Società Storica Lombarda (1873)[5]